# Kjell Aleklett
Kjell Anders Aleklett, född Johansson 7 mars 1945 i Starrkärrs församling i Älvsborgs län, är en svensk fysiker och professor emeritus i geovetenskap.

## Biografi
Aleklett disputerade 1985 på en avhandling om kärnfysik – ett område inom vilket han fortsatte att forska innan han under 2000-talet inriktade sig på energifrågor med petroleum som huvudfokus. Aleklett har varit ordförande för och var en av grundarna av ASPO, en organisation som varnar för framtida oljebrist utifrån teorin om oljeproduktionstoppen (Peak Oil). Han har publicerat flera böcker, åtskilliga debattartiklar och blogginlägg, och hans vetenskapliga publicering har ett h-index på 31.
Han var 2000-2012 professor vid institutionen för geovetenskaper, Naturresurser och Hållbar utveckling vid Uppsala universitet och är sedan dess professor emeritus.
Aleklett har varit aktiv inom Liberalerna. Från 1991 till 2000 satt han i Trosas kommunfullmäktige och kommunstyrelsens arbetsutskott. Från 1998 till 2000 var han kommunfullmäktiges ordförande. Han kandiderade till riksdagen tre gånger, 1998, 2002 och 2006, men inte på valbar plats. När han kandiderade 1998 var han en av de första i Sverige att driva en aktiv personvalskampanj.